# Överlevnadsanalys
Överlevnadsanalys (även survival analysis, life table analysis) utgör ett antal olika statistiska metoder för att analysera data som utgörs av tidsrymd till viss händelse (time to event data). Metoderna har sitt ursprung i analyser av hur länge cancerpatienter överlever efter olika behandlingsformer. Överlevnadsanalys används emellertid generellt vid studier där man följer upp patienter för att registrera varje tidpunkt då en definierad händelse inträffar. Händelsen kan till exempel vara att en viss sjukdom debuterar eller att ett visst symtom upphör. Data kan återges i så kallade överlevnadskurvor. Analysen, som ska avgöra om skillnad finns mellan de studerade grupperna, tar hänsyn till att patienterna studerats olika lång tid (eftersom det tagit viss tid att "rekrytera" det behövliga antalet deltagare) och till att det vid studiens avslutande finns patienter som inte upplevt den händelse som avses (censurering).